# Gijs Leemreize
Gijs Leemreize (* 23. Oktober 1999 in Ruurlo) ist ein niederländischer Radrennfahrer.

## Sportlicher Werdegang
Mit dem Wechsel in die U23 kam Leemreize 2018 zum Sensa-Kanjers voor Kanjers Cyclingteam, für das er zwei Jahre an den Start ging. Erst im Jahr 2019 begann er professionell zu trainieren, seine Stärken liegen am Berg. Beim Carpathian Couriers Race gewann er die Bergwertung und belegte den 11. Platz in der Gesamtwertung, bei der Oberösterreich-Rundfahrt wurde er 12. der Gesamtwertung.
Zur Saison 2020 wurde Leemreize Mitglied im neu gegründeten Jumbo-Visma Development Team. Auf Grundlage des UCI-Reglements für Development Teams startete Leemreize bereits im Jahr 2020 für das Team Jumbo-Visma bei der Tour de La Provence. Auf der ersten Etappe der Burgos-Rundfahrt stürzte er schwer und verlor fast einen Teil seines Fingers.
Bereits im Juli 2020 wurde bekannt gegeben, dass Leemreize zur Saison 2021 einen Profi-Vertrag beim Team Jumbo-Visma erhält und damit der erste Fahrer war, der aus dem Development Team in das UCI WorldTeam übernommen wurde. Sein erstes Rennen als Profi absolvierte er bei der Settimana Internazionale Coppi e Bartali, seinen ersten Sieg als Profi erzielte er bei der Ronde de l’Isard 2021, als er mit einem Solo über 50 Kilometer die letzte Etappe gewann und sich damit auch den Gewinn der Gesamt- und der Punktewertung sicherte. In der Saison 2022 nahm er mit dem Giro d’Italia erstmals an einer Grand Tour teil, dabei beendete er fünf Etappen unter den Top 10, unter anderem als Zweiter auf der 17. Etappe.
Nach drei Jahren bei Jumbo-VIsma wechselte Leemreize zur Saison 2024 zum Team dsm-firmenich PostNL.

## Erfolge
2019
- Bergwertung Carpathian Couriers Race

2021
- Mannschaftszeitfahren Tour de l’Avenir
- Gesamtwertung, eine Etappe und Punktewertung Ronde de l’Isard

## Grand Tours
| Grand Tour            | 2022 | 2023 | 2024 | 2025 |
| --------------------- | ---- | ---- | ---- | ---- |
| Giro d’ItaliaGiro     | 28   | –    | 43   | 43   |
| Tour de FranceTour    | –    | –    | –    |      |
| Vuelta a EspañaVuelta | –    | –    | 84   |      |